# キッズデザイン賞
キッズデザイン賞（キッズデザインしょう、KIDS DESIGN AWARD）は、特定非営利活動法人キッズデザイン協議会（2006年5月に発足、2013年にはCSD認証制度を制定）が主催する、顕彰制度である。

## 賞の内容
「子どもが安全に暮らす」「子どもが感性や創造性豊かに育つ」「子どもを産み育てやすい社会をつくる」ための製品・空間・サービスであり、優れたものを選び、広く社会へ伝えることを目的としている。
日用品から住宅、街づくり、ワークショップ、調査研究まで幅広い分野が対象となっており、子どもが使う製品のみならず、大人・一般向けに開発されたものでも、子どもや子育てへの配慮があれば応募可能である。受賞作品には「キッズデザインマーク」の使用が認められる。
なお、経済産業省は毎年8月8日を「キッズデザインの日」と制定している（第1回キッズデザイン賞受賞作の発表日となった2007年の同日から）。

### 賞の変遷
- 2010年
  - リンナイ株式会社が販売するユニバーサルデザインコンロ「Uder éf（ユーディア・エフ）」が「第4回キッズデザイン賞」を受賞[3]。

- 2011年
  - 株式会社ピコトンが提供する「自由な塗り絵が作成できる」iPadアプリ「シャッフルぬりえiPad」がコミュニケーション、コミュニケーションデザイン分野にて「第5回キッズデザイン賞」を受賞[4]。

- 2012年
  - 株式会社しくみデザインが提供する「音の鳴る絵」が作れるiPhone／iPad向けアプリ「paintone（ペイントーン）」が、子どもの未来デザイン クリエイティブ部門にて「第6回キッズデザイン賞」を受賞[5]。

- 2013年
  - 日本ロジパック株式会社が販売する、強化段ボールでできた子供用遊具「つちのこ」が子どもの未来デザイン 感性・創造性部門にて「第7回キッズデザイン賞」を受賞[6]。

- 2014年
  - 有限会社　アイ・シー・アイデザイン研究所が販売するシリコーン知育玩具「ノシリス」シリーズより「nocilis zero (ノシリスゼロ)」と「nocilis first (ノシリスファースト)シリーズ」が「第8回 キッズデザイン賞」を受賞[7]。

- 2015年
  - コクヨS＆T株式会社が販売する、硬いものでも従来よりも軽く切ることが出来る「アーチ設計」を採用した学習はさみ＜エアロフィットサクサ・キッズ＞がプロダクト、商品デザイン分野にて「第9回キッズデザイン賞」を受賞[8]。

- 2016年
  - リオン株式会社が販売する、耳かけ型キッズ補聴器「リオネットピクシー」がプロダクト、商品デザイン分野にて「第10回キッズデザイン賞」を受賞[9]。

- 2019年
  - RISU Japan株式会社が提供する無学年制算数学習タブレットRISU 算数が子どもたちの創造性と未来を拓くデザイン部門にて「第13回キッズデザイン賞」を受賞[10]。